# Soul Train
Soul Train fue un programa de televisión de variedades musicales estadounidense, que se emitió en redifusión desde 1971 hasta 2006. En sus 35 años de historia, el programa contó con actuaciones de artistas principalmente de R&B, R&B contemporáneo, soul y hip hop, aunque artistas de funk, jazz, disco y gospel también aparecieron. La serie fue creada por Don Cornelius, que también sirvió como su primer presentador y productor ejecutivo.
La producción fue suspendida después de la temporada 2005-06, continuando con repeticiones (conocida como The Best of Soul Train) durante dos años. En la temporada de 2005-06 se anunciaron como la serie de televisión estadounidense más longeva.
A pesar de la interrupción de producción, Soul Train seguirá manteniendo ese honor por lo menos hasta el 2016, siempre y cuando su competidor más cercano, Entertainment Tonight, finalice su temporada número 35. (Si ET no completara la temporada 35, Wheel of Fortune podría ser la producción más longeva en el 2018 -suponiendo que continuara al aire-)

## Historia

### Orígenes en Chicago
Los orígenes de Soul Train se remontan a 1965, cuando WCIU-TV, un advenediza estación de UHF en Chicago, comenzó a transmitir dos programas de baile dirigidos a los jóvenes: Kiddie-a-Go-Go y Red Hot and Blues. Estos programas –especialmente este último, que contaba con un grupo de bailarines predominantemente afroamericanos–pudo sentar las bases para lo que vendría a ser Soul Train varios años más tarde. Don Cornelius, un lector de noticias y presentador sustituto en la estación de radio de Chicago WVON, fue contratado por WCIU en 1967 como reportero de noticias y deportes. Cornelius también estaba promoviendo y 'Emceeing' una serie de giras de conciertos con talento local (a veces llamados "record hops") en las escuelas secundarias del área de Chicago, llamando a su caravana itinerante de espectáculos "The Soul Train". WCIU-TV se fijó en el trabajo fuera de Cornelius y en 1970, le dio la oportunidad de llevar su gira a la televisión.
Después de asegurar un acuerdo de patrocinio Sears, Roebuck and Company, un minorista con sede en Chicago, Soul Train se estrenó en la WCIU-TV el 17 de agosto de 1970, con un show en vivo a transmitirse por la tarde entre semana. El primer episodio del programa contó como invitados el cantante Jerry Butler y dos grupos, los Chi-Lites y las Emotions. Cornelius fue asistido por Clinton Ghent, una bailarina profesional local que apareció en los primeros episodios antes de pasar detrás del escenario como productora y conductora secundaria.

### Movimiento a la redifusión

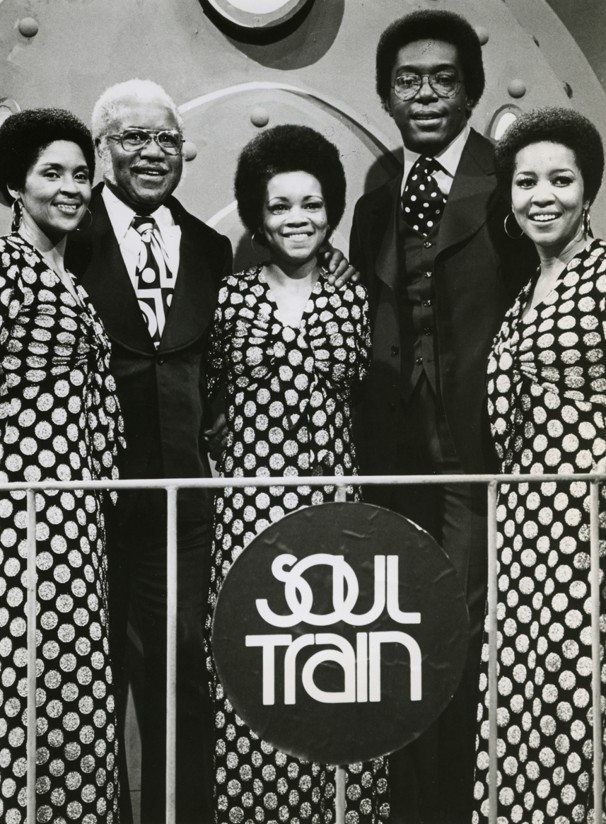
El anfitrión de Soul Train, Don Cornelius (segundo de derecha a izquierda), junto a los Staple Singers en 1974.

El éxito inmediato del programa atrajo la atención de la empresa con sede en Chicago, Johnson Products Company (fabricantes de la productos de cuidado del cabello, "Afro Sheen"), que más tarde acordó patrocinar la expansión del programa en redifusión nacional. 
Cornelius y la sindicador original del Soul Train dirigidos 24 mercados fuera de Chicago para realizar el espectáculo, pero solo siete estaciones en otras ciudades–Atlanta, Cleveland, Detroit, Filadelfia, Houston, Los Ángeles, y San Francisco–comprado el programa, que comenzó a transmitirse en forma semanal el 2 de octubre de 1971. Al final de la primera temporada, Soul Train estaba en los otros 17 mercados. Cuando el programa se trasladó a la redifusión, la base también se trasladó a Los Ángeles, donde permaneció durante la duración de su ejecución. Soul Train era parte de una tendencia nacional hacia programas orientados a la música sindicados dirigidos a audiencias de nicho, otras dos series de la red (Hee Haw para la música country, y El Show de Lawrence Welk para la música tradicional) también entró en la redifusión en 1971 y podría pasar a tener carreras largas.
Aunque Don Cornelius trasladó sus operaciones al oeste, Soul Train continuó en Chicago como un programa local. Cornelius fue sede de la Chicago local y los programas nacionales radicados en Los Ángeles al mismo tiempo, pero pronto centró su atención únicamente en la edición nacional. Él continuó supervisando la producción en Chicago, donde Clinton Ghent acogió episodios que se emiten en WCIU-TV hasta 1976, seguido de tres años de episodios repetidos que se emitió una vez por semana. La edición nacional fue detenido en Chicago en su lanzamiento por WBBM-TV, una estación de propiedad y operado de CBS; en 1977 el programa se trasladó a WGN-TV, una estación independiente de propiedad de Tribune Company, y permaneció allí durante el resto de su correr.
En 1985 Tribune Entertainment, la división de distribución de WGN-TV, se hizo cargo del contrato de redifusión Soul Train, la serie seguirá la distribución a través Tribune para el resto de su funcionamiento original.

### Años posteriores
Don Cornelius puso fin a su carrera como presentador al final de la temporada 22 de la serie en 1993, aunque siguió siendo la fuerza creativa principal de la serie de detrás de las escenas. El otoño siguiente, Soul Train comenzó a usar varios presentadores invitados semanales hasta cómico Mystro Clark comenzó un período de dos años como sede permanente en 1997. Clark fue reemplazado por el actor Shemar Moore en 1999. En 2003 Moore fue sucedido por el actor Dorian Gregory, que acogió hasta 2006.
La producción de episodios de estreno fue suspendido al final de la temporada 2005-06, el espectáculo es 35. En su lugar, durante dos temporadas a partir de 2006-07, el programa salió al aire los episodios archivados (todos de entre 1974 y 1987) con el título de The Best of Soul Train. Esto se debía a que en los últimos años, calificaciones de Nielsen Company se redujo a menos del 1.0, y en el proceso, algunas de las estaciones que había estado en el aire Soul Train sábados por la tarde comenzó a reprogramar el programa de intervalos de tiempo durante la noche. El futuro de la Soul Train era incierto con el cierre anunciado de Tribune Entertainment en diciembre de 2007, que dejó Don Cornelius Productions para buscar un nuevo distribuidor para el programa. Cornelius pronto consiguió un contrato con Trifecta Entertainment & Media.

### Revival
Cuando Don Cornelius Productions sigue siendo propiedad del programa, clips de actuaciones de la serie y entrevistas se mantuvieron lejos de los sitios de vídeo en línea, tales como YouTube debido a infracción de copyright afirma. Cornelius también mal visto distribución no autorizada de Soul Train episodios a través de la venta de terceros VHS o DVD compilaciones.
En mayo de 2008, Cornelius vendió los derechos a la Soul Train biblioteca a MadVision Entertainment, cuyos socios principales provenían del campo del entretenimiento y la edición. El precio y los términos del acuerdo no fueron revelados. Sin embargo, al comienzo de la temporada televisiva 2008-09, el estaciones de propiedad de Tribune Company (incluyendo la aerolínea nacional WGN America), que había sido el eje de los esfuerzos de sindicación de la serie se redujo el programa, y muchos otros siguieron su ejemplo. La página web de Soul Train reconoció que el programa había dejado la distribución el 22 de septiembre de 2008.
Tras la compra por MadVision, los archivos de Soul Train fueron expuestos a las nuevas formas de distribución. En abril de 2009, MadVision lanzó un canal de Soul Train en YouTube. Tres meses después, la compañía firmó un acuerdo de licencia con Time-Life para distribuir Soul Train en DVD. MadVision luego llegó a un acuerdo con Black Entertainment Television, una propiedad de Viacom, para relanzar las Soul Train Music Awards para el nuevo canal de “spin-off” de BET, Centric, en noviembre de 2009, una medida que puede ser un paso hacia la reactivación del programa. Centric, que se lanzó el 28 de septiembre de 2009, está transmitiendo actualmente archivos del programa. Episodios archivados de la serie también se pueden ver en Bounce TV, una cadena de televisión con sede en Atlanta que lanzó el 26 de septiembre de 2011.
MadVision vendió los derechos a la Soul Train a un consorcio liderado por el jugador de baloncesto Earvin "Magic" Johnson en 2011. El grupo de Johnson planea un proyecto cinematográfico potencial Cornelius había mencionado brevemente antes de la venta de la franquicia, así como la producción de posibles adaptaciones teatrales. El canal de cable “Aspire”, de los cuales Johnson es uno de los propietarios, también comenzó a transmitir reposiciones de la serie.
Cornelius continuó apareciendo en documentales y ceremonias basadas en Soul Train hasta su muerte en febrero de 2012. En 2013, un crucero basado renacimiento, llamado "Soul Train Cruise", comenzó a tomar lugar; el crucero es presentado por Centric.

## Influencia
Algunos comentaristas han llamado Soul Train un “black American Bandstand”, otro programa de larga duración con la que acciones Soul Train algunas similitudes. Cornelius, sin embargo, tiende a cerdas en el Bandstand comparación.
El presentador y productor de American Bandstand, Dick Clark, trató de desviar a los espectadores de Soul Train con un programa similar temática llamada Soul Unlimited, cuya breve carrera en ABC en 1973 fue controvertido por sus insinuaciones raciales pronunciadas. Clark terminó Soul Unlimited ilimitado después de un puñado de respiraderos y acordó trabajar con Cornelius en una serie de especiales de la red que ofrece artistas de R&B y soul.
Cornelius era relativamente conservador en sus gustos musicales, y la verdad es que no era un fan de la género emergente hip hop, creyendo que el género no refleja positivamente en la cultura afroamericana (uno de sus objetivos declarados de la serie). A pesar de que Cornelius contaría con artistas en Soul Train con frecuencia durante la década de 1980, se admitiría públicamente (a los rostros de los artistas tales como Kurtis Blow) que el género era una que él no entendía, como rap continuó moviéndose más hacia “hardcore Hip Hop”, Cornelius admitiría estar asustado por las travesuras de grupos como Public Enemy. La bailarina Rosie Pérez testificó en el 2010 VH1 documental Soul Train: The Hippest Trip in America que Cornelius también le gustaba ver a los bailarines del show funcionar sexualmente sugerentes "East Coast" pasos de baile. Cornelius ciertamente tuvo artistas de rap en el programa solo por el género fue haciendo popular entre su público afroamericano, aunque la decisión alienado de mediana edad americanos africanos, más ricos como él. Esta desconexión eventualmente llevó a Cornelius de dimitir como sede a principios de 1990 y el espectáculo está perdiendo su influencia.

## Los elementos del programa

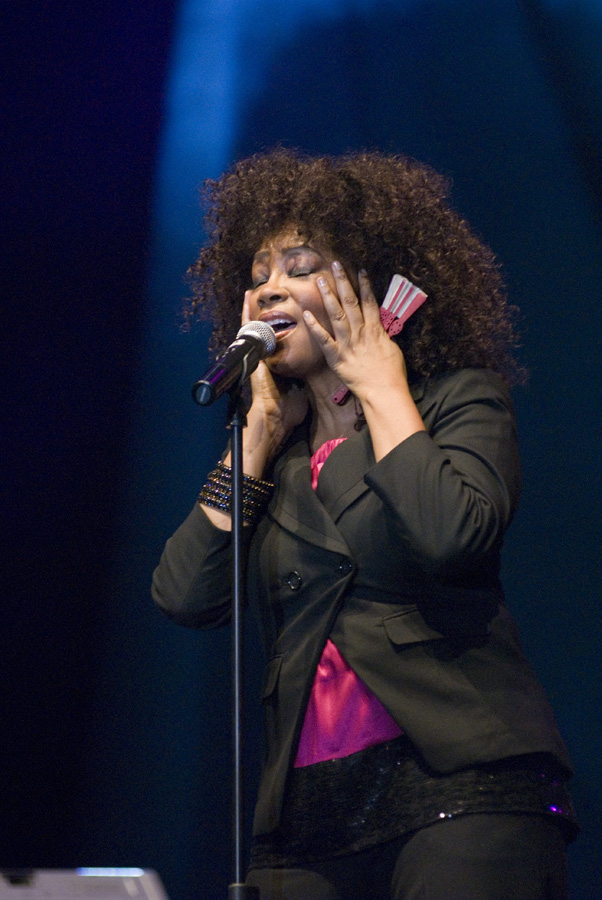
Jody Watley at Java Jazz '08

Dentro de la estructura del programa, había dos elementos perdurables. El primero fue el Soul Train Scramble Board, donde dos bailarines se dan un minuto para descifrar una serie de letras que forman el nombre del intérprete de ese programa o de una persona notable de la historia afroamericana. En la descripción de la notoriedad de la persona, el anfitrión concluyó su descripción con la frase "...whose name you should know" ("cuyo nombre se debe saber"). Cornelius luego admitió abiertamente que la serie terminó su funcionamiento y que todo el mundo ganó en un esfuerzo para no causar vergüenza para el espectáculo o los afroamericanos en general.
Había también el popular Soul Train Line, en la que todos los bailarines forman dos líneas con un espacio en el centro para los bailarines a bailar puntal abajo y en orden consecutivo. Originalmente, esta consistía en un par-con los hombres por un lado y mujeres por el otro. En los últimos años, los hombres y las mujeres tenían sus propias alineaciones individuales. A veces, los nuevos estilos de baile o movimientos fueron presentados o introducidos por los bailarines en particular. Además , había un grupo en el estudio de los bailarines que bailaron junto a la música, ya que se estaba realizando. Rosie Pérez, Carmen Electra, Nick Cannon, MC Hammer, Jermaine Stewart, Fred “Rerun" Berry y leyenda de NFL, Walter Payton estaban entre aquellos que se dio cuenta de bailar en el programa a lo largo de los años. Dos ex-bailarines, Jody Watley y Jeffrey Daniel, que gozan de años de éxito como miembros del grupo R&B Shalamar después de haber sido elegidos por Cornelius y Dick Griffey, un promotor de discos y el talento gerente, para reemplazar cantantes sesión original del grupo en 1978.
Cada persona suele realizarse dos veces en cada programa, después de su primer número, se les unió el conductor del programa en el escenario para una breve entrevista. El espectáculo también fue conocido por dos frases populares, refiriéndose a sí mismo como el "Hippest trip in America” ("viaje de más de moda en los Estados Unidos") al principio de la serie y cerrar el programa con “We wish you love, peace and SOUL!" ("¡Y como siempre en la despedida, le deseamos amor, paz ... y el alma!")

## Versiones de “spinoff”
En 1987 Soul Train lanzó el Soul Train Music Awards, que honra a los mejores resultados en R&B, hip hop y la música gospel (y, en sus primeros años, la música jazz) de la año anterior. Soul Train más tarde creó dos especiales anuales adicionales: El Soul Train Lady of Soul Awards, primera emisión en 1995, que se celebra los mejores logros de artistas femeninas, y el Soul Train Christmas Starfest, que se estrenó en 1998, contó con música navideña interpretada por una variedad de artistas de R&B y gospel.
Los programas Lady of Soul Awards y Christmas Starfest fueron emitidos por última vez en 2005. En abril de 2008, Don Cornelius anunció que los Soul Train Music Awards de ese año había sido cancelados. Cornelius citado los tres meses de duración de la huelga por el Writers Guild of America como uno de los motivos, aunque el principal factor puede haber sido la incertidumbre del futuro de programa. Cornelius también anunció que una película basada en el programa estaba en desarrollo. Sin embargo, posteriores propietarios de la franquicia han seguido su propia agenda para el programa, que incluía un renacimiento de los Soul Train Music Awards a partir de 2009.
En Ecuador también hubo una versión de este programa, al adquirirse una franquicia en donde el conductor fue Oswaldo Valencia .